# Stenotrella lucens
Stenotrella lucens är en insektsart som först beskrevs av Lucien Chopard 1952.  Stenotrella lucens ingår i släktet Stenotrella och familjen syrsor. Inga underarter finns listade i Catalogue of Life.